# 24131 Джонатхаггінс
24131 Джонатхаггінс (24131 Jonathuggins) — астероїд головного поясу, відкритий 4 листопада 1999 року.
Тіссеранів параметр щодо Юпітера — 3,525.